# 五月文集
《五月文集》是一部六篇无政府主义文集，由保罗·古德曼于1945年撰写和出版。古德曼探讨了生活在一个强权压制人性的社会中面临的问题。他建议个人应重拾天性，通过“划清界限”来抵制这种局面，即个人应拒绝遵循或配合社会陈规。《五月文集》的主题为权力下放、和平共处、社会心理和青年解放，尽管这些主题在古德曼作品中反复出现，但其后期的社会批评侧重于实际而非理论。
起初，该文集的文章零散出版在纽约的无政府主义小型期刊上，并最早作为文学论文集汇编在《艺术与社会自然》（1946 年）中。这些文章初期并不广为人知，但古德曼于1960 年出版的《荒诞成长》一书重新引起人们对其作品的兴趣，其中就包括该文集在《划清界线》（ 1962 年）中的再版。《五月文集》是古德曼对无政府主义理论的主要贡献，对科林沃德（Colin Ward）影响重大，后者后作《无政府主义行动》一书以纪念古德曼。

## 出版
保罗·古德曼是当时美国文学界最著名的无政府主义者之一。上世纪40年代，他还未成名时便首次阐明了个人政治信仰。 当时，古德曼反对二战草案，无政府和平主义同僚成群，二战社会生存条件苦不堪言，此类背景促使古德曼撰写了数篇文章 ，这些文章后汇编为 1945 年 5 月和 6 月初的《五月文集》（其中十月撰写的《革命，政治，战争》一文除外）。 早在 1945 年 5 月接受采访之前，古德曼就开始了文章的撰写。据说，他当时携手稿，将自我描绘成是屡教不改之徒，且不适合参军。  古德曼拒绝放弃和平主义信条，因此被主战的《党派评论》杂志和盛极一时的纽约文学界除名。古德曼辗转至城市的边缘——波希米亚社区。 他开始在数家小众无政府主义期刊上发表文章，在各个期刊圈中都颇具有影响力。  古德曼在其中三家期刊，即《为什么？：无政府主义公报》、《反驳》和 《政治》中各发表了一篇文章, 后被编为《五月文集》。 
最初，完整的文集出版于古德曼所撰《艺术与社会自然》（1946版）一书。 欧文·诺维克 (Irving Novick) 的个人出版社Vinco出版了该书，但销量不佳。  《艺术与社会自然》一书将古德曼的无政府主义随笔与其文学论文共汇其中。作者认为这些主题有共鸣，并认为社会秩序主要是美学问题。 作为该书的开篇，《五月文集》由古德曼 1945 年所撰的无政府主义短文组成。 另一位出版商亚历山大·卡茨 (Alexander Katz) 阅读了该书“政治”部分中的《革命，政治，战争》一文，并对古德曼产生了兴趣。卡茨收购了Vinco出版社，并一同买下了这本书未售出的副本。上世纪40 年代后期，卡茨建立了自己的个人出版社，并将 Vinco 更名为艺术与科学出版社。
《成长的荒诞》 (1960) 一书开启了古德曼的社会评论家生涯， 他也借机修改了文集，准备再版，并在1962年出版的《划清界限》一书中将文章调序。1972年古德曼去世，此后他的遗稿保管人泰勒·斯托尔（Taylor Stoehr）在1977年重新发行的《划清界限》中使用了这一修订版，并进行扩编，将古德曼的其他政治文章纳入， 如一篇题为《危机与新精神》的新文章。 《五月文集》于1977年翻译成德语出版。

## 概要
《五月文集》中，古德曼探讨了社会问题，这种社会打压人性、限制个人自由，即一个极权社会。他的论点是，一个极权社会依赖于压制人性，而打破牢笼的解药是主动出击，在当下形成一个“自然社会”，而非等待大规模的结构变化。 《五月文集》原件共49页，包含六篇文章：
1. 《划分界线的思考》
2. 《论背叛自然社会》——最初发表于《反驳》，1945年秋季[9]
3. 《自由意志主义的试金石》——最初发表于《为什么？》，1945年6月[9]
4. 《自然暴力》
5. 《革命，社会，战争》——最初发表于《政治》，1945年12月[9]
6. 《一致》

《五月文集》中，古德曼提及了“自由意志主义者”一词，指的是 自由意志社会主义者 (如无政府主义者) 信仰, 这是那个时代的共同内涵。
第一篇短文为《关于划分界限的思考》，该文认为创造性是自由意志主义（无政府主义）的必要条件。古德曼将自由意志主义视为“自然力量”的实现：个人通过活出天性来创造艺术和社会。该文集的主旨是：“自由行动就是生活在当前的社会中，一切以自然社会发展”。尽管古德曼也认为“任何真正的解放”都需要“彻底的变革”，但他写道，自由社会不是简单地用“新秩序”取代旧秩序，而是自由行动不断扩张，形成一个自由社会的整体。在此语境下，“自由”和“自然”的确切含义并不精确，但通常指的是互助工作而无强制法律压迫。古德曼认为“强制限制”包括劳工的工作时间和专业技能的限制，以及成年人对儿童性意识“缺乏鼓励”。标题中的“划分界限”指的是建立界限，如画地为界，而一旦超出界限，个人将采取抵抗行动。但是古德曼保守地主张不相为谋，而非发起暴动，反戈一击。古德曼践行了这一立场，他无视社会陈规，过着一种自由、“性多元化的波西米亚式艺术家生活”。
古德曼认为，现代社会集中发展工业是因为人与自然互相疏离，从而引发不满、胁迫和战争。 他将这种权衡称为“社会学”，即大众远离自然，推动工业进步，希望获得更高的生活水平。 通过这种方式，人们的潜在欲望以制度权力之名被胁迫成为行为规范。 古德曼对此的解决方案是回归自然。在自然中，人们重归自然欲望和力量，追求有意义的工作、互助协作，走向直接民主。这种转向的革命性潜力在于个人决策， 而非集体行动。
第二篇文章探讨了小型反抗行为对个人的益处。 对于古德曼来说，“背叛自然社会”意味着自我背叛，在此过程中，一个人内心知道自己不得已违背了自己的本性，但却“懦弱地背离本心”并选择顺从。他写道，这种自我天性的背叛，正是引发战争的原因。
第三篇文章为《自由意志主义的试金石》，旨在鼓励自由意志主义者（即无政府主义者）淡化对罪行的偏见并反之对其辩护。因为古德曼认为这些罪行更可能是政治性的。 他称赞边缘化个人行为（“自由行为”）是“我们最有力的宣传”，并认为大多数可监禁犯罪在政治上都为非犯罪行为：压制言论自由会使人们产生畏惧。 他认为，如果囚犯被释放，轻微罪行虽会增加，但重罪会大量减少。然而古德曼指出，这一提议是不可取的，因为监狱的存在是道德关系和财产的前提。
第四篇文章为《自然暴力》，将诸如出生、死亡和性等自然体验的“贫瘠”归咎于侵略性越轨行为，比如战争（“战争是非自然暴力”）。
《五月文集》的最后两篇文章更加理论化。与首次发表在《政治》杂志上的其他文章类似，《革命、社会学、战争》是针对马克思主义理论的无政府主义式回应。古德曼赞同卡尔·马克思的社会心理学，但不同意其国家主义和历史主题。 在探讨美国的社会结构时，古德曼提议应依靠以互助为基础的小型社区团体，而非大型政府和公司。古德曼认为，他在上世纪40年代建立的团体追求工业进步，但与个人天性背离。 他写道，那些外部机构狭隘地强调社会经济进步，对于一些崇尚去中心化工团主义、相互协作的人来说，它们只是实现个人愿望的渺小替代品。 如果立即创建这些小型团体，那么就可以通过有意义的工作和直接参与决策，以此实现个人成就。这好像“众人皆醉我独醒”，摧毁一个庞大、匿名、面向大众消费的社会，该社会的决策愈发由受益者从外部做出。 古德曼希望通过友好竞争和相互依存等“自然机制”，例行侵略行为能得以缓解。
第六篇也是最后一篇文章为《一致性》，该文主旨是只有新想法才能解决自然冲突。古德曼问道：“如果一个人不能开创出路，那么他凭什么成为一个自由意志主义者呢？” 他将负面批评归咎于那些消极无为之人，而正面批评（古德曼社会批评论中的一个基调）可能带来实质改善和自我实现。 他认为，个人的创新努力离不开其深层次的精神需求（天性）以及广大智慧。 古德曼特别强调一致性，而非粗略的共识。他写道，通过使冲突愈发尖锐，直到出现新的想法，一致性便会达成。 他还表示，统一个人的社会和政治态度如同良药。 古德曼认为其评论是标准的无政府主义，以精神分析学理论相辅。

## 主题和分析
《五月文集》主要探讨个人如何通过自然能力来抵制强制性社会条件，并得出解决社会困境的方法。 古德曼认为，个体的能动性，包括社会和生物层面的驱动力和违背规则的动物本能，及其带来的冲突是生存的目的、团体形成的基础和发展的特质。古德曼提议，个人应认识到自己的天赋，并创造性地运用这些能力，而不是任由社会内部强制压力影响这些能力。他写道，通过追求创造性的工作、满怀激情和情感生活，以及“怡然自乐”，个人可以在强制性社会中实现自由。 对古德曼来说，公民的义务意味着消除体制障碍，因其将人们与生活基本环境相分割。他写道，“发动和平”如同“发动战争”。
尽管这些文章没有提出具体的行动方案，但古德曼在大多数情况下建议采取一些方法，比如避免社会胁迫，从而避免日常生活中的任何危险。或者“划清界限”，这是一种意识形态上的界限，超出这个界限，个人应该拒绝遵守或配合社会惯例。 为了缓和“划清界限”所带来的冲突，他主张个人在自己的非对抗力量范围行动：从改变自身做起，而非试图直接影响他人；将自己从胁迫的处境中解脱出来，转而寻找志趣相投的团体。 古德曼更偏向无政府主义体系，能够自我认知和改变偏见，从而创造一种开放的世界观，多种相悖观点得以共存。 他同时提出，公民抗命是无政府主义的核心之一：个人应以德报怨，即使面对监禁的罪名。古德曼认为，这继而有助于人们更好地区分政治犯和普通罪犯。 尽管他在这些文章中没有特别提到征兵或其和平主义，但这些文章通常鼓励逃避征兵和反战。
古德曼的遗稿保管人泰勒·斯托尔（Taylor Stoehr）表示，古德曼写这些文章很可能是为了证明自己逃避服兵役的合理性。古德曼的政治思想源于他个人的处境，这是他应对问题的思考，斯托尔认为这一点体现在其论文中。古德曼的传记作者写道，古德曼在很大程度上受益于这些原则，他对本能的依赖有时是他最讨喜的特质之一，除非他无法认知自身更深层次的本能，也无法表达自己的困惑，且无法对此承认。
尽管《五月文集》的主题（权力下放，和平共处，社会心理，青年解放）在古德曼后期的作品中反复出现，但他的社会批判侧重实际而非理论。

## 影响和贡献
《五月文集》是古德曼对无政府主义理论的主要贡献。 这些文章既是他第一部明确的政治作品， 也是他当时最首要的政治作品。 这本文集明显缺乏阶级分析，背离了激进的传统。新左派的思想史《爱神之党》写道，相比于马克思主义或基督教工人阶级激进主义的著作，《五月文集》更像一部古希腊直接民主著作。 这些文章对位于纽约中心的组织“Why? Group”影响深远， 该组织对传统的无政府主义不再抱有幻想，对日益高涨的亲战热情感到疏远，但对一类政治感到兴奋，即将渐进的个人变革置于千禧年集体冲突之上。古德曼重新定义了无政府主义政治，将歧视和征兵等言论问题提升为对自由和福祉的威胁。 古德曼早期的无政府主义思想也影响了《政治》杂志的发展，包括和平主义、非暴力、个人社会主义、反大众社会等政治立场。 《五月文集》对英国无政府主义者科林·沃德影响重大，后者于1973年作《无政府主义行动》一书以纪念古德曼。
这些论文概述了奠基古德曼整个职业生涯的立场和信念， 即当时的美国社会剥夺了人民的基本需求，导致他们的兽欲升华为好战主义、物质消费和种族主义。 这就造成了古德曼所称的“困境”，即一个人要么顺应社会，剥夺基本需求而奄奄一息；要么拒绝服从，远离社会基本关系，成为一位流放者而精神错乱。 古德曼1962年所作的《乌托邦随笔与实践建议》探讨了如何让《五月文集》的主旨思想在直接行动或政策下践行。
古德曼能成为一位瞩目的文化理论家，得益于《艺术与社会自然》及其基石《五月文集》， 尽管发行时人们并没有重视该作品。 古德曼在其余生中仍持《五月文集》中无政府主义社会批判思想， 并在《成长荒诞》等作品中继续完善该思想。 该作品出版于1960年，对美国异化青年作出了研究，确立了古德曼作为主流文化理论家和反文化运动左派思想支柱的地位。 《成长荒诞》为古德曼带来了写作复兴，而《五月文集》则吸引了更广泛的读者。 通过古德曼的影响，从20世纪40年代纽约无政府主义杂志的立场可以预见，20世纪60年代新左派主要立场为行动主义和个人赋权。

## 另请参见
- 预设政治

## 拓展链接
- Full text （页面存档备份，存于） in Drawing the Line (1962) from HathiTrust (public domain)
- Full text in Drawing the Line Once Again (2010), borrowable from the Internet Archive